# Parascyphus repens
Parascyphus repens är en nässeldjursart som först beskrevs av Jäderholm 1904.  Parascyphus repens ingår i släktet Parascyphus och familjen Thyroscyphidae.
Artens utbredningsområde är Södra Ishavet. Inga underarter finns listade i Catalogue of Life.